# پنجره (مجموعه تلویزیونی)
پنجره مجموعهٔ تلویزیونی ایرانی به کارگردانی قدرت‌الله صلح‌میرزایی، نویسندگی شعله شریعتی و تهیه‌کنندگی علی صادق شیرازی است که از ۲۶ آذر تا ۲۵ بهمن ۱۳۹۰ از شبکهٔ تهران پخش شده است.

## داستان
این مجموعه به مشکلات و مسائلی که پیش روی افراد نابغه و خانواده‌های آنهاست می‌پردازد و داستان اصلی آن دربارهٔ یک نابغه ریاضی است. پویا جوان نخبه و المپیادی است که به علت مسایل خانوادگی(‌مرگ برادرش پیمان در تصادف و ترک کردن خانه از سوی مادرش)دچار مشکل می‌شود، وی در این میان با تأثیر از شخصیت‌های اطراف خود و با کمک خانواده، معلم پرورشی مدرسه و همکلاسی‌های خود در مسیر رسیدن به نقطه اوج المپیاد جهانی با مسائل تلخ و شیرین بسیاری مواجه می‌گردد.

## بازیگران
- عبدالرضا اکبری - مهندس امین هدایت
- فریبا کوثری  - سارا آرمین
- کامران تفتی  - مهندس فریبرز شایقی
- فریبا نادری  - هدیه هدایت
- مریم سلطانی - مریم شایقی
- سمانه پاکدل - مهسا یزدانی
- شهنام شهابی - پیمان هدایت
- محسن افشانی - پویا هدایت
- مهدی امینی خواه - مهندس پرویز دولت‌خواه
- جمشید شاه‌محمدی - پدر سارا
- حسین مهری - افشین پرتوی
- سینا مهراد - دوست پویا
- غلامحسین لطفی - فلاح
- مرتضی کاظمی - فراهانی
- بهزاد رحیم خانی - پدر یاسمن
- پولاد مختاری - همکلاسی پویا